# Grzegorz Chwiendacz
Grzegorz Chwiendacz (nascido em 18 de maio de 1932) é um ex-ciclista polonês. Representante da Polônia, é múltiplo medalhista de campeonatos poloneses.